# Enrico Morin

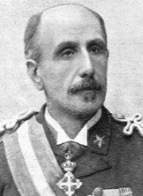
Enrico Morin

Enrico Constantino Morin (* 5. Mai 1841 in Genua; † 13. September 1910 in Forte dei Marmi) war ein italienischer Admiral und Politiker. In den Kabinetten Crispi III und IV und Saracco war er 1893/94, von 1894 bis 1896 und 1900/01 Marineminister. Im Kabinett Zanardelli war er zwischen 1902 und 1903 zunächst Marineminister, dann geschäftsführender Kriegsminister, anschließend Außenminister und später zusätzlich nochmals geschäftsführender Marineminister.

## Leben und militärische Karriere
Schon Morins Vater diente in der Marine Sardinien-Piemonts und so trat auch Morin selbst mit 11 Jahren, nachdem er einige Zeit eine Piaristenschule besucht hatte, im November 1852 in die Marineschule Genua ein, die er im November 1857 als Fähnrich 2. Klasse verließ. In den nächsten Jahren diente er auf verschiedenen Schiffen und stieg dabei im Rang langsam auf: Im März 1860 wurde er Unterleutnant zur See, im November des gleichen Jahres Leutnant zur See. Seit 1863 war er auch Dozent für Seetaktik an der Marineschule, so dass sich Seedienst- und Dozentenzeiten abwechselten. 1864 wurde er Oberleutnant zur See, im Juli 1865 wurde er in das Marineministerium in Florenz versetzt. Während des dritten italienischen Unabhängigkeitskrieges leistete er 1866 wieder Seedienst und nahm an der Seeschlacht von Lissa teil.
1868 wurde er Kommandant der Daino, auf der der Vizeadmiral Prinz Amadeus von Savoyen seine ersten seemännischen Erfahrungen sammeln sollte. Es folgten Kommandoposten auf verschiedenen anderen Schiffen, während denen er 1871 zum Fregattenkapitän befördert wurde, daneben befasste er sich mit Fragen der Seekriegstaktik und ihren Folgen für den Kriegsschiffbau und veröffentlichte diese Überlegungen 1873/74 in einer Artikelserie in der Zeitschrift Rivista marittima. Von November 1873 bis Dezember 1874 diente er erneut im Marineministerium, jetzt in Rom, wo er sich besonders mit Ausbildungsfragen der Schiffsartilleriebesatzungen und mit der damals neuen Torpedowaffe beschäftigte. 1875 bis 1877 folgte wieder Seedienst, bevor Morin zum Abteilungsleiter im Marineministerium ernannt wurde, wo er 1878 zum Kapitän zur See befördert wurde.
Von 1879 bis 1882 umsegelte Morin als Kommandant der Garibaldi die Welt westwärts, wobei er sich von Mai 1880 bis Juni 1881 vor der südamerikanischen Küste aufhielt um den Salpeterkrieg zu beobachten und gegebenenfalls italienische Staatsbürger evakuieren zu können.
Bei seiner Rückkehr durch den Sueskanal evakuierte das Schiff italienische und österreichisch-ungarische Staatsbürger, die von dem antieuropäischen Aufstand unter Ahmed Urabi Pascha überrascht worden waren und diente einem sich bildenden Konvoi aus elf Handelsschiffen verschiedener Herkunft als Bedeckung.
Nach seiner Rückkehr wurde er zum Direktor des Artillerie- und Torpedowesens der Marinebasis La Spezia ernannt. Hier heiratete er 1883 Costanza, geb. Fenzi, aus einer wohlhabenden Florentiner Bankiersfamilie. Aus der Ehe gingen zwei Töchter und ein Sohn hervor. Dieser wurde ebenfalls Marineoffizier und brachte es bis zum Konteradmiral. Morin selbst wurde 1888 in La Spezia zum Konteradmiral befördert, die Beförderung zum Vizeadmiral erfolgte unmittelbar vor seiner Ernennung zum Marineminister Ende 1893. Zuvor hatte er für zweieinhalb Jahre die Marineschule Genua geleitet.
Nach seinem vorläufigen Ausscheiden als Minister 1896 tat er wieder Dienst auf höheren Kommandoposten der Marine und im Marineministerium. Nach dem endgültigen Ausscheiden aus der Regierung 1903 wurde er Oberbefehlshaber der italienischen Mittelmeerflotte und 1906 in den Ruhestand versetzt.

## Politische Karriere
1889 gelangte Morin bei einer Nachwahl erstmals für einen Florentiner Wahlkreis in die italienische Abgeordnetenkammer, wo er sich zu den Linksliberalen hielt. 1890 wurde er für einen Wahlkreis in Genua und 1892/93 sowie 1895 für den Wahlkreis La Spezia wiedergewählt. Die Beförderung zum Vizeadmiral bedeutete nach damaligem Recht das automatische Ausscheiden aus der Abgeordnetenkammer, jedoch mit der Chance in einer Nachwahl das Mandat erneut zu erringen. Im März 1897 schied Morin aus der Abgeordnetenkammer aus, im Juni 1900 wurde er zum Senator auf Lebenszeit ernannt.
Als Marineminister kümmerte er sich anfangs besonders um Ausbildungsfragen: So verkürzte er die Dauer der Lehrgänge an der Marineschule von fünf auf drei Jahre. Zum Ausgleich setzte er das Mindesteintrittsalter auf 19 Jahre herauf und verschärfte die fachlichen Aufnahmebedingungen. Aufgrund der desolaten Lage der italienischen Staatsfinanzen war seine Amtszeit von strengster Sparsamkeit bestimmt, was ihn in den Reihen der Marine wenig populär machte. Während seiner zweiten Amtsperiode als Marineminister standen der Neubau eines Schlachtschiff-Geschwaders und die Sicherung der Verbindungen nach Eritrea und Italienisch-Somaliland im Vordergrund.
Als Außenminister versuchte er, gleichermaßen freundschaftliche Beziehungen zu den Partnern des Dreibundes wie zu den Staaten der Entente cordiale zu verwirklichen.

## Veröffentlichungen
- Degli ordini e delle evoluzioni d’una flotta (Artikelserie in Rivista marittima, 1873/74)
- La difesa marittima dell’Italia (Artikel in Rivista marittima, 1878)
- La guerra in America (Artikel in Rivista marittima, 1880)
- Viaggio della R. corvetta «Garibaldi » da Singapore a Mahé (Artikel in Rivista marittima, 1882).[2]

## Sonstiges
In Pietrasanta existiert eine Straße Via Enrico Morin, in seinem Sterbeort Forte dei Marmi eine Viale Ammiraglio Enrico Morin zu seinem Andenken.